# 清水新地

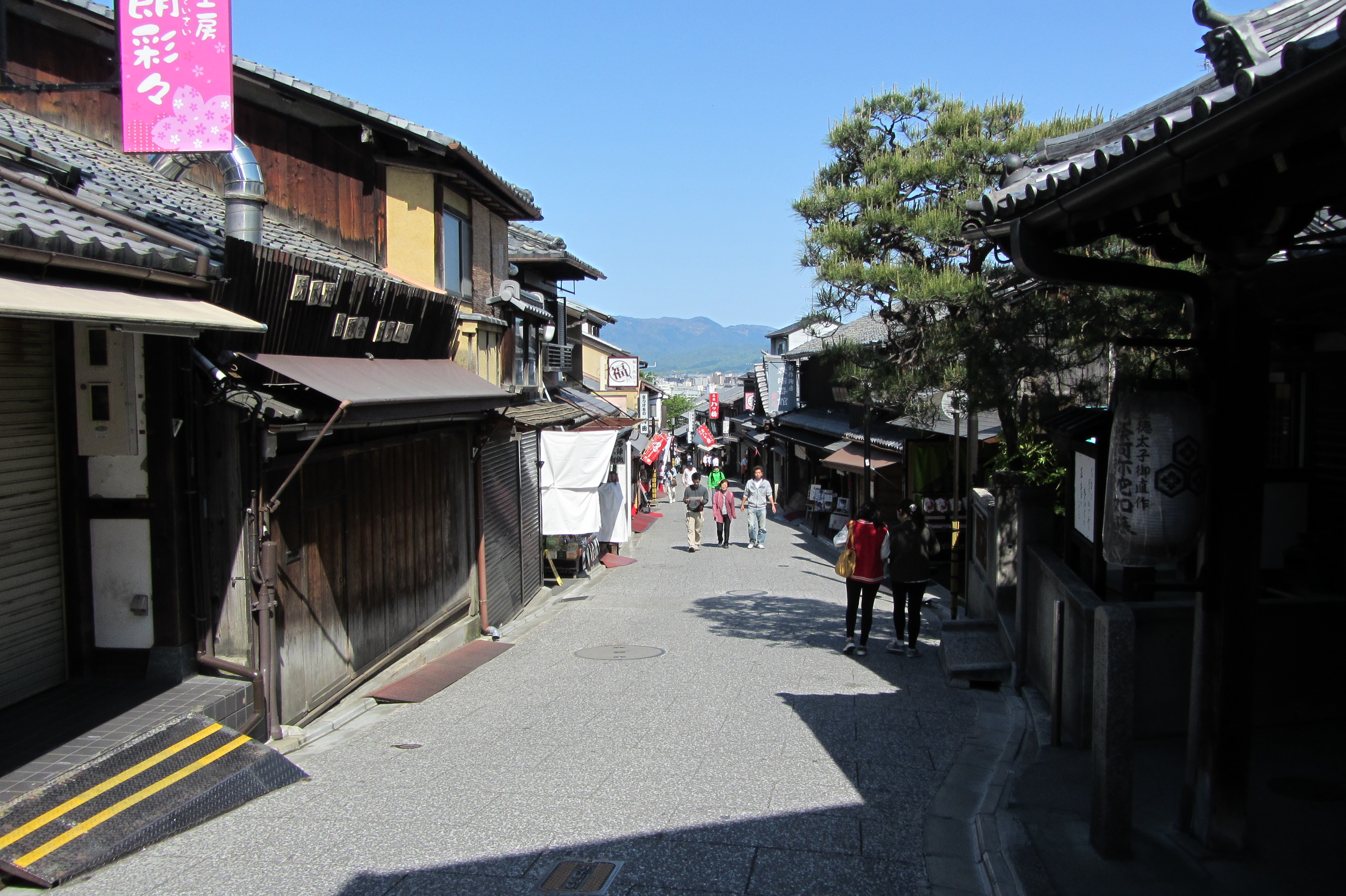
清水坂 この辺りに花街が形成された。

清水新地（きよみずしんち）は、江戸時代初期、京都清水寺の門前町として栄え、そこに構えていた茶店が花街の発展とみられる。歌舞伎の演目である『壇浦兜軍記』の中の「阿古屋琴責」のヒロインである阿古屋に因んで、別名を『阿古屋茶屋』といった（阿古屋は、架空の人物）。
明治には入り新体制の下、女紅場を設置しようとしたが花街は衰え、1873年（明治6年）に消滅し、現在は花街としての面影はなく、参拝、観光客、修学旅行生らで賑わう門前町としての姿に戻った。